# 額勒精額 (繙譯進士)
額勒精額（？年—1907年），字玉如，成都駐防滿洲鑲紅旗人，清朝政治人物、繙譯進士。

## 生平[1]
咸豐五年乙卯科繙譯舉人，咸豐九年，登繙譯進士，授戶部主事學習行走。同治五年，授戶部主事。同治十二年，任軍機章京。光緒元年，任實錄館纂修官、實錄館幫總纂、戶部員外郞。光緒二年，任戶部郞中。光緒四年，任戶部廣西司郞中，次年任軍機處幫領班章京、戶部廣東司郞中、內館監督。光緒六年，任方略館提調官。光緒七年，任內倉監督、坐糧廳監督。光緒八年，任直隸天津道。光緒九年，任長蘆鹽運使，光緒十五年，任直隸按察使。光緒十六年，改廣東按察使。光緒二十年，改河南布政使。 光緒27年黑龍江副都統，光緒30年墨爾根副都統